# Vuelta a la Independencia Nacional 2009
La 30e édition de la course cycliste dominicaine Vuelta a la Independencia Nacional a eu lieu du 22 février au 1er mars 2009. Classée 2.2 à l'UCI America Tour 2009, elle a été remportée par le Chilien Luis Fernando Sepúlveda.

## Étapes
| Étape      | Date       | Villes étapes                            |                             | Distance (km) | Vainqueur d’étape       | Leader du classement général |
| ---------- | ---------- | ---------------------------------------- | --------------------------- | ------------- | ----------------------- | ---------------------------- |
| 1re étape  | 22 février | Circuit dans Santo Domingo               |                             | 120           | Luis Fernando Sepúlveda | Luis Fernando Sepúlveda      |
| 2e étape   | 23 février | Santo Domingo - Santo Domingo            |                             | 142           | Luis Fernando Sepúlveda | Luis Fernando Sepúlveda      |
| 3e étape   | 24 février | Santo Domingo - San Francisco de Macorís |                             | 137           | Robert Pérez            | Luis Fernando Sepúlveda      |
| 4e étape   | 25 février | Santiago de los Caballeros - Jarabacoa   |                             | 155           | Víctor Niño             | Luis Fernando Sepúlveda      |
| 5e étape a | 26 février | La Vega - Santo Domingo                  |                             | 115           | Jean-Claude Luce        | Luis Fernando Sepúlveda      |
| 5e étape b | 26 février | Santo Domingo                            | Contre-la-montre individuel | 10            | Adam Pierzga            | Luis Fernando Sepúlveda      |
| 6e étape   | 27 février | San Cristóbal - Barahona                 |                             | 163           | Eddier Godínez          | Luis Fernando Sepúlveda      |
| 7e étape   | 28 février | Barahona - Baní                          |                             | 127           | Alexander González      | Luis Fernando Sepúlveda      |
| 8e étape   | 1er mars   | Circuit dans Santo Domingo               |                             | 120           | Efrén Ortega            | Luis Fernando Sepúlveda      |

## Classement général final
| 1.  | Luis Fernando Sepúlveda | Aro & Pedal - INTEJA     | en | 20 h 01 min 29 s |
| 2.  | Wendy Cruz              | Edenorte-CDP             |    | 41 s             |
| 3.  | Rafael Merán            | Mauricio Baez            |    | 1 min 31 s       |
| 4.  | Ismael Sánchez Jiménez  | ONAPI - La Vega          |    | 1 min 38 s       |
| 5.  | Alexander González      | Edenorte-CDP             |    | 2 min 15 s       |
| 6.  | Joel Dion-Poitras       | TourdeQuebec.com         |    | 3 min 18 s       |
| 7.  | Víctor Niño             | Mauricio Baez            |    | 4 min 33 s       |
| 8.  | Alexander Sánchez       | Costa Rica-BCR-Pizza Hut |    | 5 min 30 s       |
| 9.  | Osvaldo Capellan        | ONAPI - La Vega          |    | 6 min 09 s       |
| 10. | Augusto Sánchez         | Aro & Pedal - INTEJA     |    | 6 min 53 s       |